# Françoise Boivin
Pour les articles homonymes, voir Boivin.
Françoise Boivin, née le 11 juin 1960 à Hull, est une enseignante, chroniqueuse, avocate et femme politique canadienne. Elle est députée à la Chambre des communes du Canada de la circonscription de Gatineau, de 2004 à 2006 sous la bannière du Parti libéral du Canada, et de 2011 à 2015 sous celle du Nouveau Parti démocratique.

## Biographie

### Débuts
Françoise Boivin est diplômée de l'Université d'Ottawa en sciences sociales ainsi qu'en droit civil.
Elle est membre du Barreau du Québec depuis 1984. Elle commence sa carrière d'avocate chez Beaudry & Bertrand et cofonde la firme Letellier & Associés. À cette époque, elle est enseignante et responsable des négociations à l'École du Barreau.
Elle anime une tribune téléphonique à CJRC-1150, « Le choc des idées » de 1998 à 2002 et « Dossier Boivin » une émission d'affaires publiques au Canal Vox Outaouais en 2003 et 2004. Lors de la montée des prix de l'essence, elle incite son auditoire à boycotter Petro-Canada afin de faire baisser les prix.
Depuis l'an 2000, elle travaille dans sa propre firme où elle s'attarde principalement au droit du travail. Impliquée dans sa communauté, elle travaille sur des campagnes de levées de fonds pour la Fondation canadienne du cancer, la Société Alzheimer de l'Outaouais ainsi que la Fondation des maladies du cœur de l'Outaouais. Elle travaille aussi étroitement avec diverses agences régionales s'occupant de la condition féminine et des personnes âgées.

### Carrière politique

#### Députée au Parti libéral
Élue députée à la Chambre des communes de Gatineau en juin 2004 sous la bannière libérale, elle est choisie par le premier ministre Paul Martin comme motionneuse de la motion d'adresse en réponse au discours du Trône, lors de son entrée à la Chambre des communes. En novembre 2004, elle est élue présidente du caucus féminin libéral. Elle est la première députée du Québec à occuper ce poste. Elle est aussi une des premières députées à s'opposer au projet de bouclier anti-missile, position qui est ultimement retenue par le gouvernement de Paul Martin.
Elle est membre du comité des finances, du comité permanent des langues officielles, du comité permanent de la procédure et des affaires de la Chambre et du comité législatif chargé du projet de loi C-38 sur le mariage entre conjoints de même sexe. Elle est aussi membre du sous-comité sur le privilège parlementaire et du comité du caucus libéral sur les villes et les collectivités.
En 2005, elle est nommée députée recrue de l'année par Susan Delacourt du Toronto Star et en même temps nommée députée la plus assidue par le Journal de Montréal pour être une des rares personnes n'ayant manqué aucun vote en Chambre. En mai 2005, en tant que membre du Comité sur la procédure et des affaires de la Chambre, elle appuie la proposition détaillée d'Ed Broadbent sur la réforme électorale, ce qui forme la base du rapport du comité le mois suivant.
Elle est défaite à l'élection générale du 23 janvier 2006 par Richard Nadeau du Bloc québécois. Françoise Boivin est restée active dans le Parti libéral du Canada en appuyant Michael Ignatieff lors de la course au leadership en 2006 et occupe les fonctions de spécialiste médiatique pour la Commission libérale féminine.

#### Passage au NPD
Le 25 février 2008, Boivin annonce qu'elle a l'intention de se présenter comme candidate pour le Nouveau Parti démocratique dans Gatineau en vue de la prochaine élection. Elle explique que son changement de parti est principalement motivé par le refus des Libéraux de faire tomber le gouvernement Harper.[citation nécessaire] Elle est officiellement nommée candidate le 18 juin 2008. Elle s'est classée en seconde position lors de la 40e élection fédérale en octobre 2008, devançant les candidats libéral et conservateur. Elle est défaite de justesse par le bloquiste Richard Nadeau.

#### Années 2008 à 2011
Elle poursuit son travail dans sa firme et reste présente au sein des organisations communautaires de l'Outaouais. Elle est membre du Réseau des femmes d'affaires et professionnelles de l'Outaouais et conférencière invitée à l'École d'administration de la Commission de la fonction publique. Elle est coanimatrice de l'émission "La vérité choc" avec Roger Blanchette au Canal Vox et animatrice de l'émission "Le témoin est à vous" au même poste, en plus d'être une fréquente commentatrice à l'émission de Denis Lévesque à LCN et TVA.

#### Élection fédérale de 2011
Le 2 mai 2011, elle est élue, sous la bannière néo-démocrate, députée à la Chambre des communes avec 35 262 votes dans la circonscription électorale fédérale de Gatineau avec 61,8 % des voix exprimées, la troisième plus forte majorité au pays, et la plus forte au Québec.
Le 26 mai 2011, elle est nommée porte-parole de l'opposition officielle du Canada pour la condition féminine par Jack Layton, responsabilité qu'elle conserve jusqu'en avril 2012. Le 20 septembre 2011, la cheffe de l'opposition par intérim Nycole Turmel la nomme porte-parole adjointe à la Justice; elle est promue porte-parole en titre en avril 2012 par le nouveau chef du NPD Thomas Mulcair. De plus, Françoise Boivin copréside de juin 2011 à avril 2012 le Comité mixte permanent d'examen de la réglementation avec le sénateur conservateur Bob Runciman.
Lors des élections fédérales de 2015, Françoise Boivin est défaite par le libéral Steven MacKinnon.

### Retour dans les médias
Françoise Boivin est membre de l'équipe des Mordus de politique à ICI RDI, également chroniqueuse politique à Power & Politics (en) à CBC et à l'émission Les Matins d'ici sur ICI Première à Ottawa-Gatineau, en plus d'écrire des lettres d'opinions dans les journaux dont La Presse.